# Can Keleş
Can Keleş, né le 2 septembre 2001 à Vienne en Autriche, est un footballeur autrichien qui joue au poste d'ailier gauche au Beşiktaş JK.

## Biographie

### En club
Né à Vienne en Autriche, Can Keleş est formé par le Rapid Vienne, avant de rejoindre le centre de formation de l'Austria Vienne en 2013. Le 27 mars 2017, il signe son premier contrat professionnel et est assigné à l'équipe réserve du club. Il joue son premier match en professionnel avec la réserve, qui évolue en deuxième division autrichienne, lors d'un match de championnat contre le SV Lafnitz (en) le 10 juin 2020. Il entre en jeu à la place de Niels Hahn (en) et les deux équipes se neutralisent (0-0 score final).
Keleş participe à son premier match en équipe première le 17 juillet 2021, lors d'une rencontre de coupe d'Autriche face au SV Spittal (en). Il entre en jeu à la place de Manfred Fischer (en) ce jour-là, et l'Austria s'impose par quatre buts à zéro ce jour-là. Le 23 octobre 2021, Keleş inscrit son premier but en équipe première, à l'occasion d'un match de championnat face au WSG Tirol. Il est titularisé sur l'aile gauche de l'attaque et participe à la victoire des siens ce jour-là (4-1 score final).
Le 21 mars 2022, Can Keleş prolonge son contrat avec l'Austria Vienne jusqu'en juin 2026.

### En sélection
Can Keleş représente l'équipe d'équipe d'Autriche des moins de 17 ans de 2017 à 2018. Il joue au total onze matchs et marque un but avec cette sélection.
Can Keleş est convoqué pour la première fois avec l'équipe d'Autriche espoirs le 21 mars 2022.